# Tillandsia bourgaei
Tillandsia bourgaei là một loài thuộc chi Tillandsia. Đây là loài đặc hữu của México.

## Giống
- Tillandsia 'Aristocrat'